# نبوءات الرجل العثة
نبوءات الرجل العثة (بالإنجليزية: The Mothman Prophecies)‏ هو فيلم غموض خارق للطبيعة تم إنتاجه في الولايات المتحدة وصدر سنة 2002 بطولة ريتشارد جير ولورا ليني.

## القصة
يتوجه مراسل لمدينة صغيرة غرب فرجينيا للتحقيق في سلسلة من الأحداث الغريبة، بما في ذلك رؤى نفسية وظهور كيانات غريبة.

## الميزانية والإيرادات
كلف الفيلم 32 مليون دولار حقق أرباح تقدر بـ 90.1 مليون دولار.

## وصلات خارجية
نبوءات الرجل العثة على موقع IMDb (الإنجليزية)
- نبوءات الرجل العثة على موقع ميتاكريتيك (الإنجليزية)
- نبوءات الرجل العثة على موقع روتن توميتوز (الإنجليزية)
- نبوءات الرجل العثة على موقع نتفليكس (الإنجليزية)
- نبوءات الرجل العثة على موقع قاعدة بيانات الأفلام العربية
- نبوءات الرجل العثة على موقع ألو سيني (الفرنسية)
- نبوءات الرجل العثة على موقع Turner Classic Movies (الإنجليزية)
- نبوءات الرجل العثة على موقع أول موفي (الإنجليزية)
- نبوءات الرجل العثة على موقع بوكس أوفيس موجو (الإنجليزية)
- نبوءات الرجل العثة على موقع فيلمافينيتي (الإسبانية)